# 卡利奇克市镇
卡利奇克乡级市镇（烏克蘭語：Кальчицька сільська громада）是乌克兰顿涅茨克州马里乌波尔区的市镇，行政中心为卡利奇克村。市镇面积为440.9平方公里，2015年人口数量为10,083人。

## 居民点
该市镇包括一个镇和15个村庄。